# Episodi di Delitti ai Tropici (seconda stagione)
La seconda stagione della serie televisiva Delitti ai Tropici, composta da 8 episodi, è stata trasmessa dal 19 febbraio al 19 marzo 2021 su France 2.
In Italia è andata in onda su Sky Investigation dal 29 novembre al 20 dicembre 2022.
| nº | Titolo originale | Titolo italiano           | Prima TV Francia | Prima TV Italia  |
| -- | ---------------- | ------------------------- | ---------------- | ---------------- |
| 1  | Sainte-Luce      | Un nuovo inizio           | 19 febbraio 2021 | 29 novembre 2022 |
| 2  | Les salines      | La giustizia su internet  | 19 febbraio 2021 | 29 novembre 2022 |
| 3  | Fond banane      | Omicidio alla distilleria | 26 febbraio 2021 | 6 dicembre 2022  |
| 4  | Cap chevalier    | La grande lotta           | 26 febbraio 2021 | 6 dicembre 2022  |
| 5  | Goa Beach        | Debiti di sangue          | 5 marzo 2021     | 13 dicembre 2022 |
| 6  | Anse Michel      | La verità di una donna    | 12 marzo 2021    | 13 dicembre 2022 |
| 7  | Schoelcher       | Doppia identità           | 19 marzo 2021    | 20 dicembre 2022 |
| 8  | La baie du Marin | Corsa contro il tempo     | 19 marzo 2021    | 20 dicembre 2022 |

## Un nuovo inizio
- Titolo originale: Sainte-Luce
- Diretto da:
- Scritto da:

## La giustizia su internet
- Titolo originale: Les salines
- Diretto da:
- Scritto da:

## Omicidio alla distilleria
- Titolo originale: Fond banane
- Diretto da:
- Scritto da:

## La grande lotta
- Titolo originale: Cap chevalier
- Diretto da:
- Scritto da:

## Debiti di sangue
- Titolo originale: Goa Beach
- Diretto da:
- Scritto da:

## La verità di una donna
- Titolo originale: Anse Michel
- Diretto da:
- Scritto da:

## Doppia identità
- Titolo originale: Schoelcher
- Diretto da:
- Scritto da:

## Corsa contro il tempo
- Titolo originale: La baie du Marin
- Diretto da:
- Scritto da: